# Festung Hohenasperg

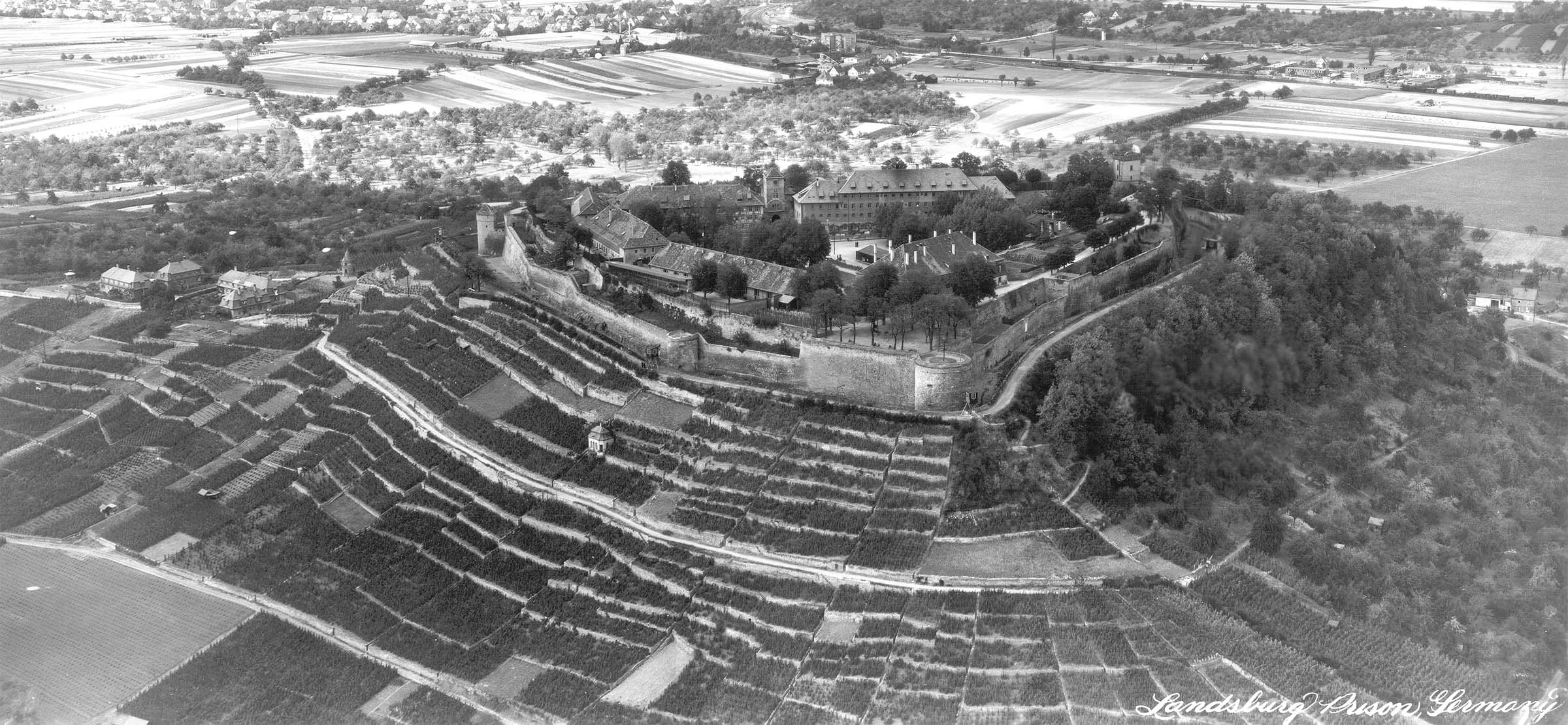
Historische Aufnahme der Festung Hohenasperg von 1950

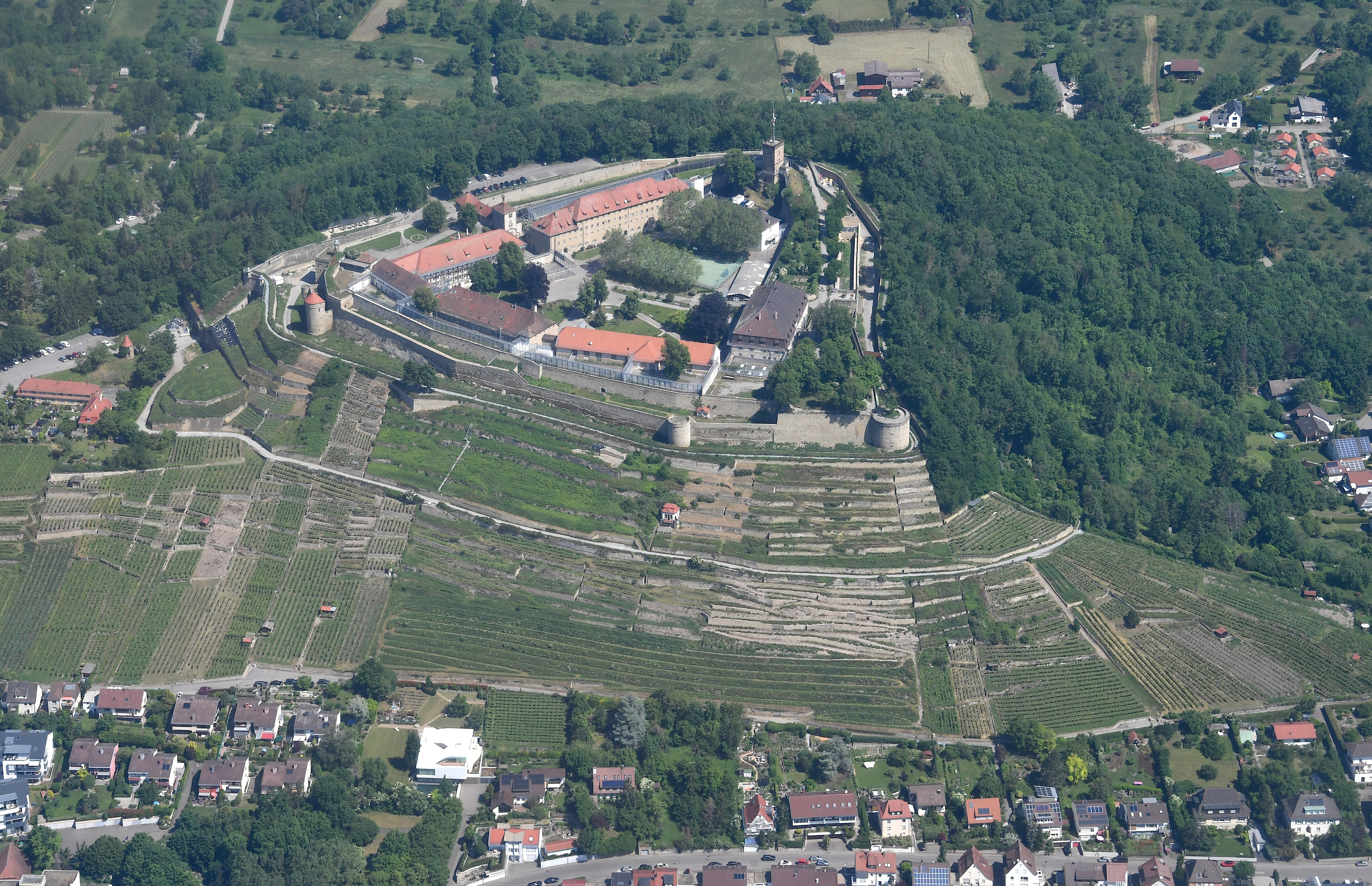
Die Festung Hohenasperg im Jahr 2021

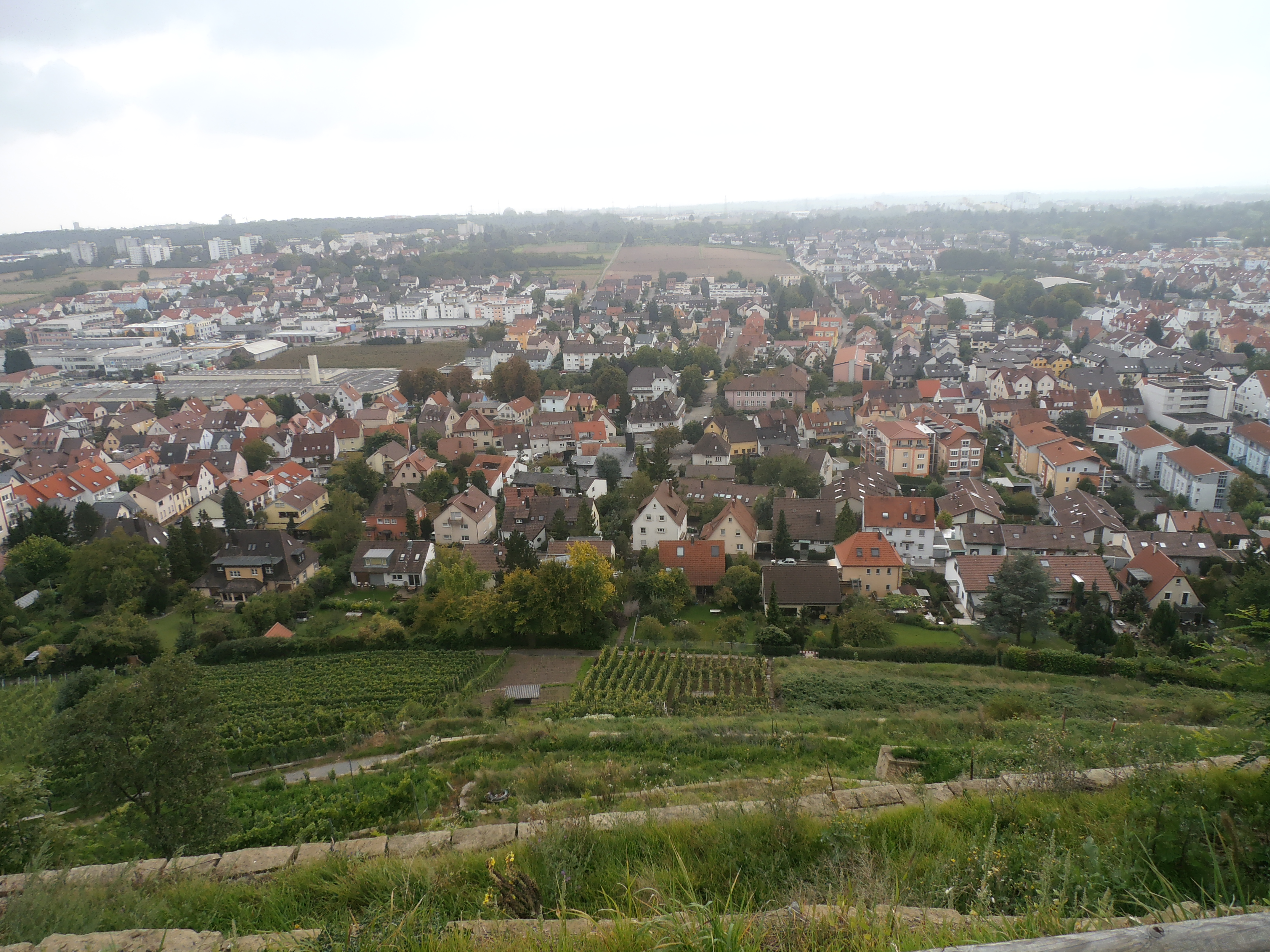
Blick vom Hohenasperg auf Asperg

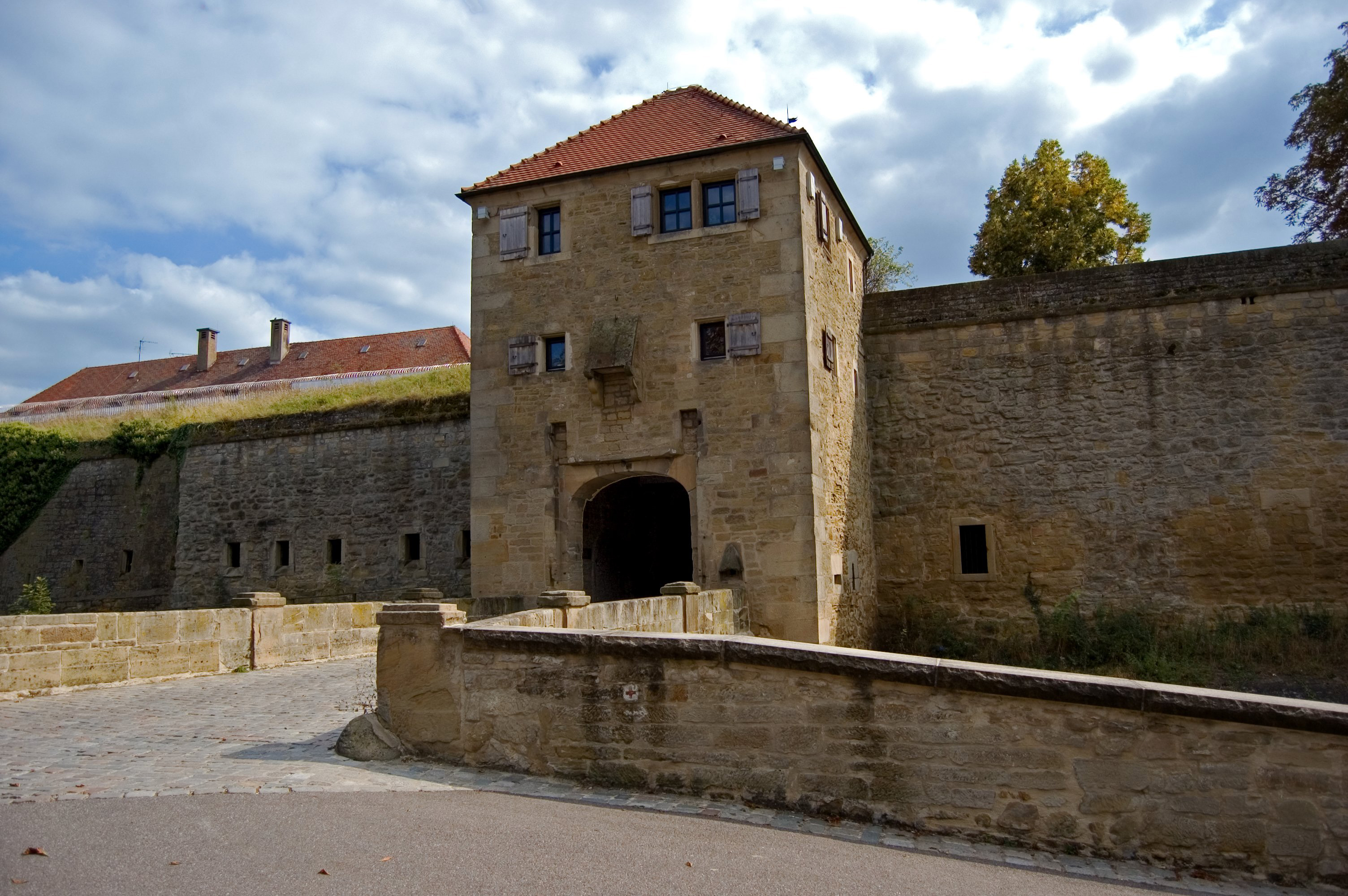
Eingangstor

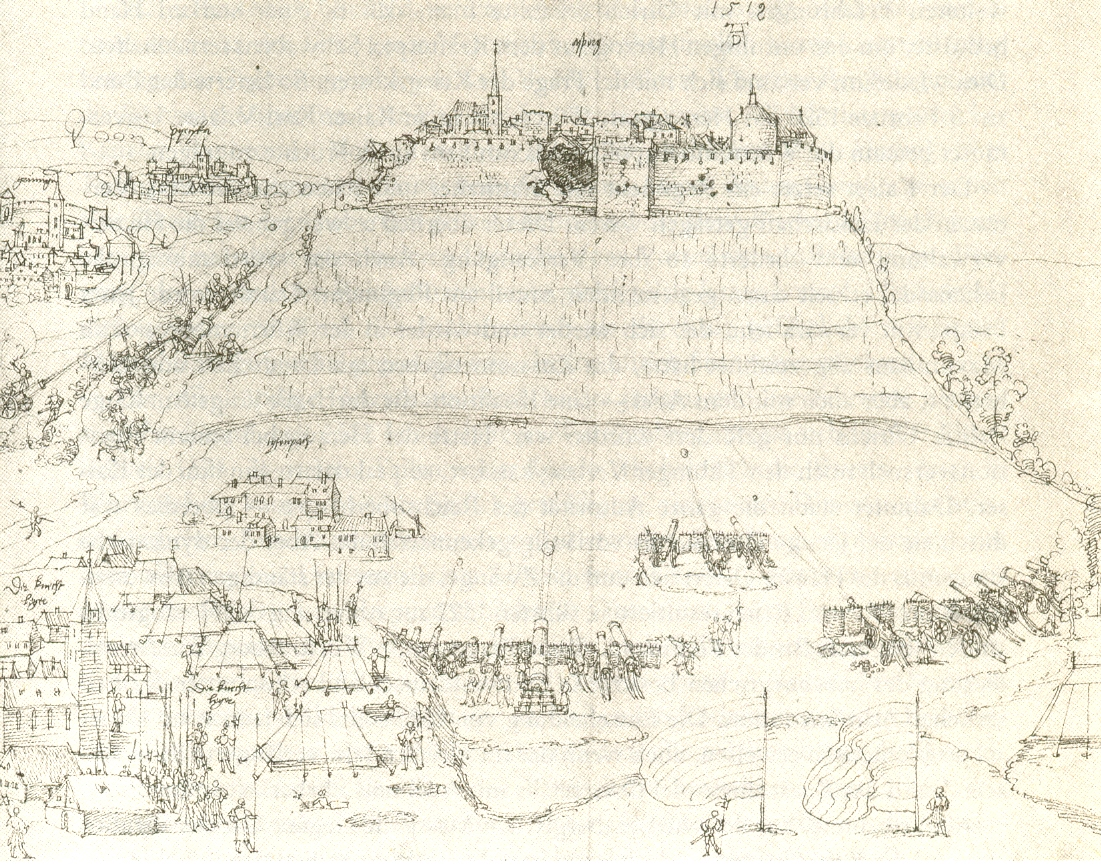
Hohenasperg unter Belagerung, von Albrecht Dürer

Die Festung Hohenasperg war von 1535 bis 1693 eine aktive Festung des Landes Württemberg auf dem Asperg, auch Hohenasperg genannt, bei der Stadt Asperg im heutigen Landkreis Ludwigsburg in Baden-Württemberg. Sie dient seit Anfang des 18. Jahrhunderts als Gefängnis, in dem bis 1945 auch viele prominente politische Gefangene inhaftiert waren. Seit 1968 ist es ein Vollzugskrankenhaus der baden-württembergischen Justiz.

## Berg Asperg
Die Festung Hohenasperg liegt auf dem 357,4 m ü. NHN hohen Schilfsandstein-Gipfelplateau (Stuttgart-Formation) des Aspergs, einer isolierten Erhebung etwa 4 km westnordwestlich von Ludwigsburg im Großraum Stuttgart. Der Keuper-Berg mit steilen Abhängen und einem annähernd dreieckigen, rund sechs Hektar großen Plateau auf der Wasserscheide zwischen dem Enztal im Westen und dem Neckartal im Osten ist durch seine dominante Lage rund 100 Meter über dem sonst nur mäßig hügeligen Umland weithin sichtbar. Er bot sich für den Bau einer Festung an.
Die Hänge im Osten und Norden sind bewaldet; nach Westen zu schließt sich der schmale, etwa zwei Kilometer lange, anfangs 310–300 m ü. NHN hohe Hügelrücken Hurst an. Auf der terrassierten Südflanke wird Wein angebaut. Unter den Weinbergen liegt die Kleinstadt Asperg in einer sich von West nach Ost ziehenden natürlichen Mulde, jenseits derer auf dem sie gegenüber begrenzenden Hügelrücken im Süden der nur 317,4 m ü. NHN hohe Grabhügel Kleinaspergle steht.

## Geschichte

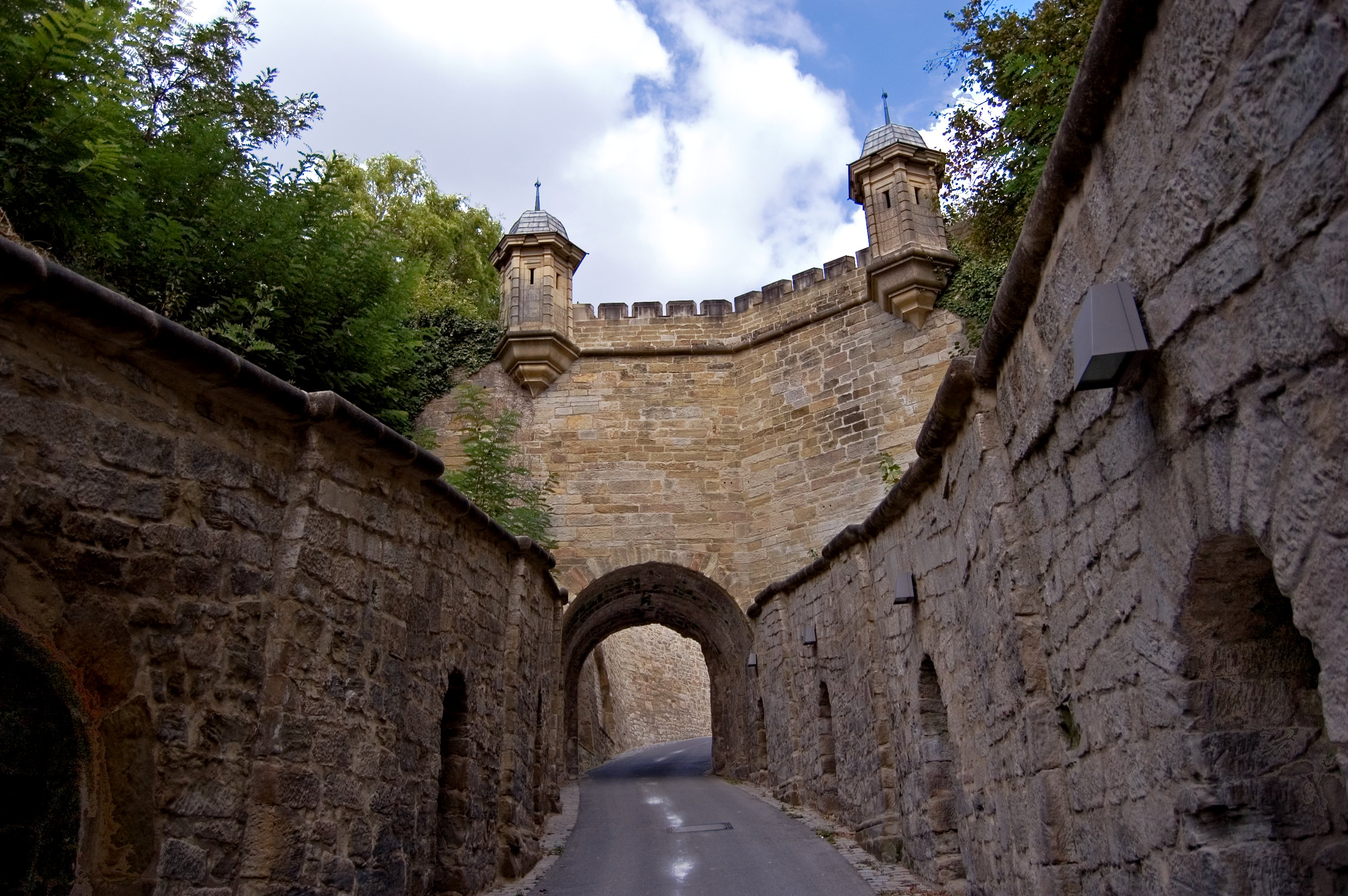
Zufahrt zur Festung Hohenasperg

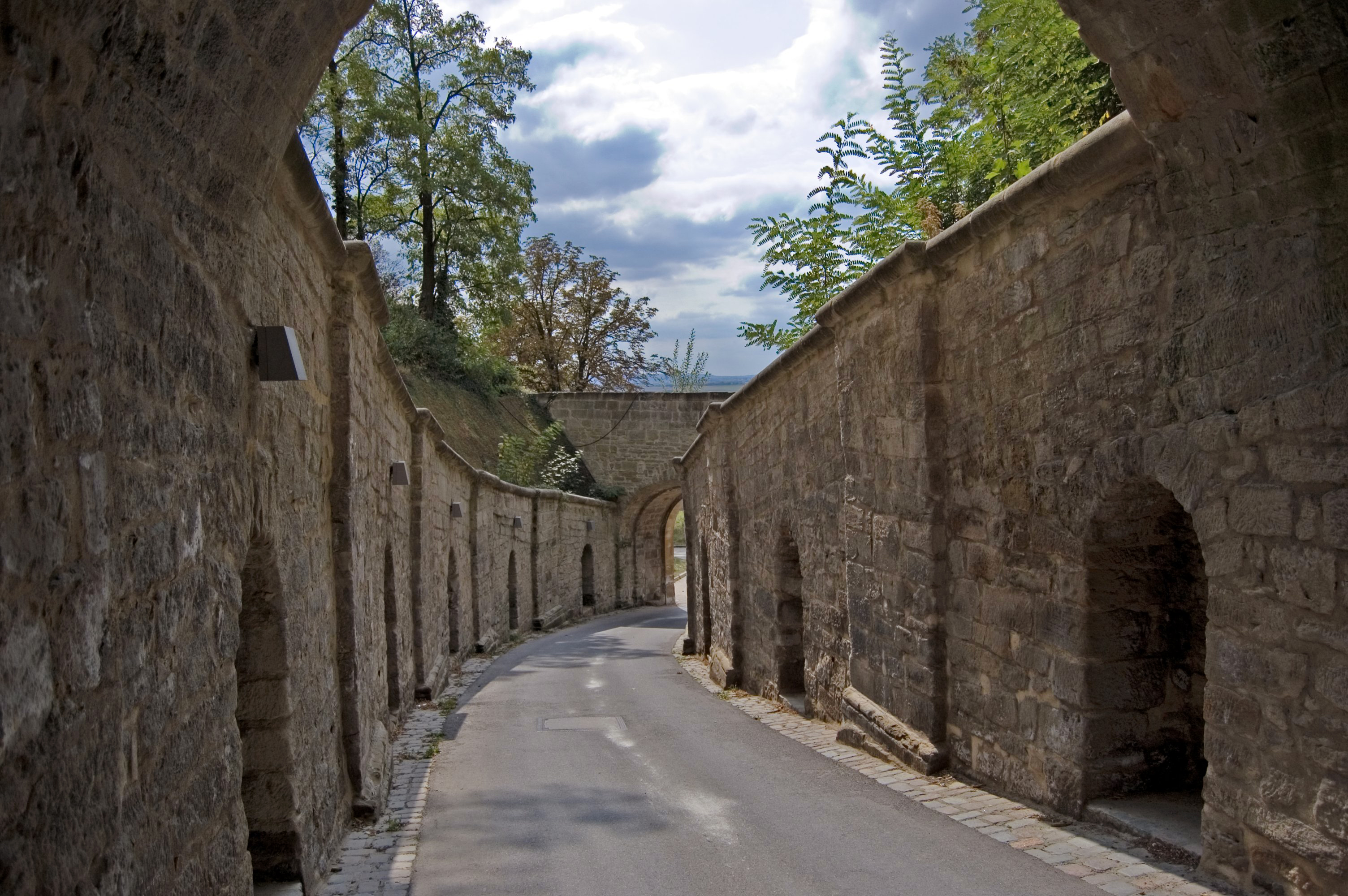
Zufahrt für PKW und Fußgänger

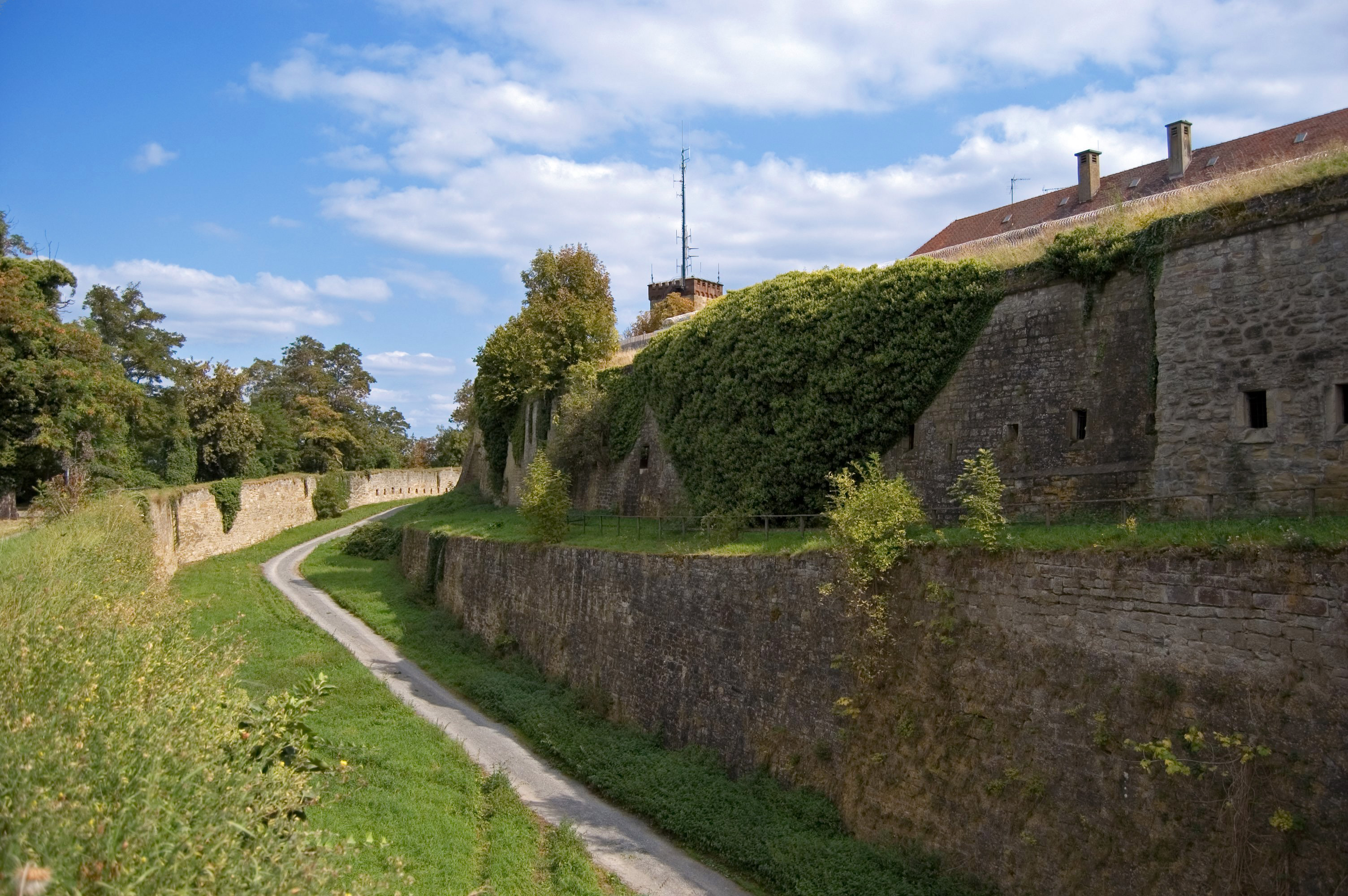
Blick auf den Burggraben

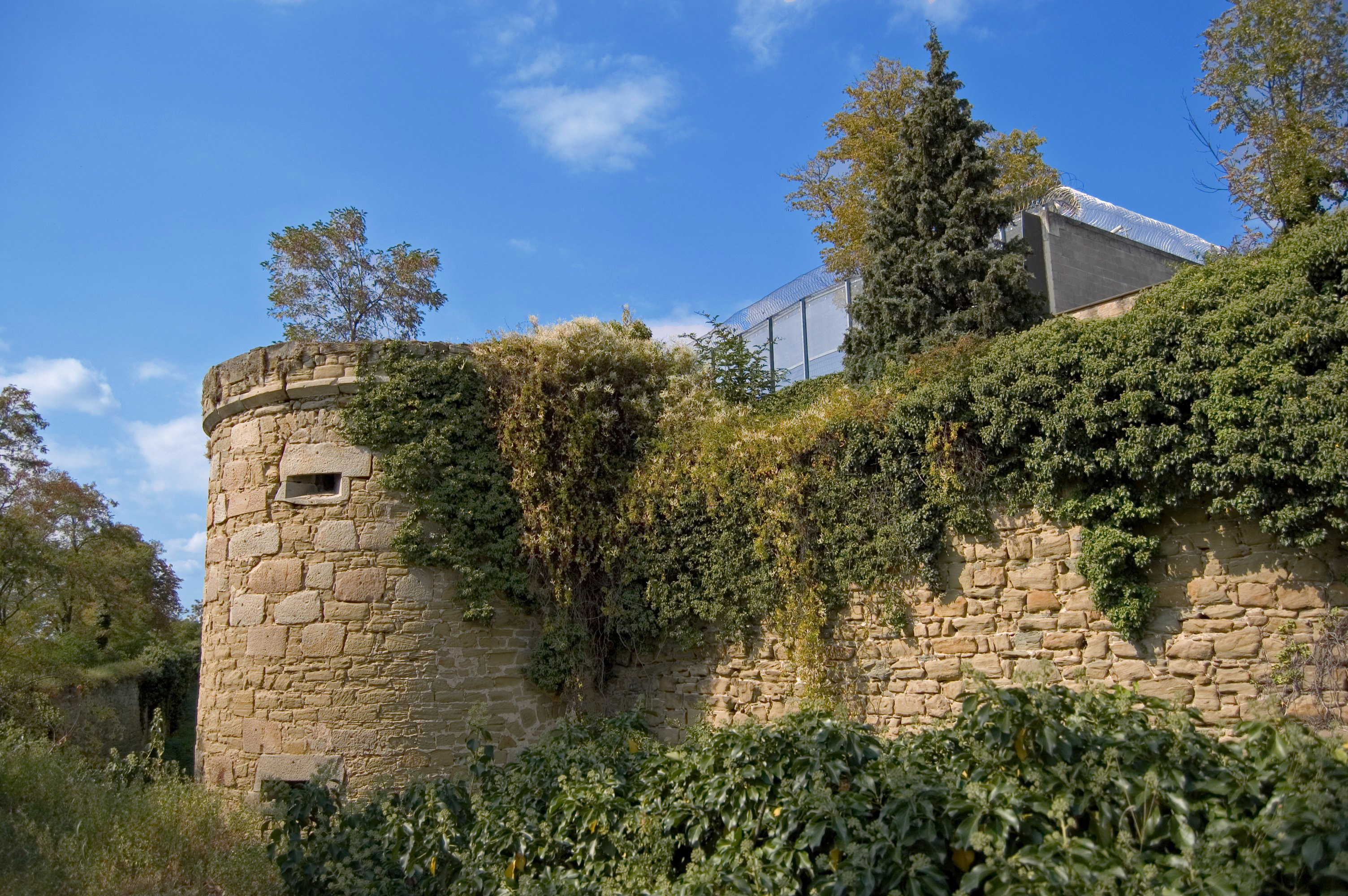
Blick vom Rundgang auf einen Burgturm

Schon in der Steinzeit bewohnt, war der Hohenasperg in vorchristlicher Zeit, um 500 v. Chr. keltischer Fürstensitz mit einer Fluchtburg. 
Zahlreiche keltische Grabstätten in der näheren Umgebung sind so ausgerichtet, dass sie freie Sicht auf den Hohenasperg bieten, beispielsweise das große Hügelgrab bei Hochdorf oder die Grabstätte an der Katharinenlinde bei Schwieberdingen. Einen ganz besonders guten Blick auf den Hohenasperg bietet das am südlichen Rand von Asperg liegende Kleinaspergle, von dem seit einer Grabung im Jahre 1879 bekannt ist, dass es sich um ein keltisches Hügelgrab handelt.
Um 500, nach dem Sieg der Franken über die Alemannen, wurde der Hohenasperg fränkischer Herrensitz und Thingstätte. Der damalige Name war „Ascisberg“.
Erstmals urkundlich erwähnt wurde Asperg bereits 819, als der Gaugraf Gozberg seinen dortigen Besitz dem Kloster Weißenburg im Elsass schenkte. Größere Bedeutung erlangte der Ort aber erst im 13. Jahrhundert mit der Gründung der bis 1909 selbstständigen Stadt Hohenasperg. 1510 erhielt auch Asperg das Stadtrecht. 1519 kam es durch Truppen des Schwäbischen Bundes unter Georg von Frundsberg zur Belagerung des Hohenaspergs, wo sich Herzog Ulrich von Württemberg aufhielt.
Am 12. Mai 1525 wurde der Bauernführer Jäcklein Rohrbach vom Burgvogt des Aspergs gefangen genommen und dort bis zur Auslieferung an den Truchsess von Waldburg festgesetzt. Ab 1535 wurde der Berg als Festung ausgebaut, die Bewohner wurden an den Fuß des Berges umgesiedelt.
Im Dreißigjährigen Krieg wurde die Burg 1634 bis 1635 von einer württembergisch-protestantischen Besatzung, verstärkt durch schwedische Truppen, gegen eine Belagerung durch kaiserliche Truppen verteidigt. Die Belagerung endete mit der Übergabe an die kaiserlichen Truppen.
Nach dem Dreißigjährigen Krieg ging die Festung wieder in württembergischen Besitz über. Im Jahr 1675 ließ Herzog Wilhelm Ludwig das Eingangsportal zur Festung, das Löwentor, im Stil des Frühbarock als einzigen Zugang zur Festung errichten. Über dem Torbogen befindet sich eine Inschrift, die Jahreszahl und das vierteilige herzogliche Wappen. Während des Pfälzischen Erbfolgekrieges in den Jahren 1688 und 1693 wurde der Hohenasperg durch französische Truppen besetzt, danach verlor die Anlage ihre Bedeutung für die Landesverteidigung und wurde Garnison und Staatsgefängnis. 1718 wurde Asperg in das Oberamt Ludwigsburg eingegliedert, aber bereits 17 Jahre später wieder Sitz eines eigenen Amtes. 1781 erfolgte dann die endgültige Eingliederung in das Oberamt Ludwigsburg.

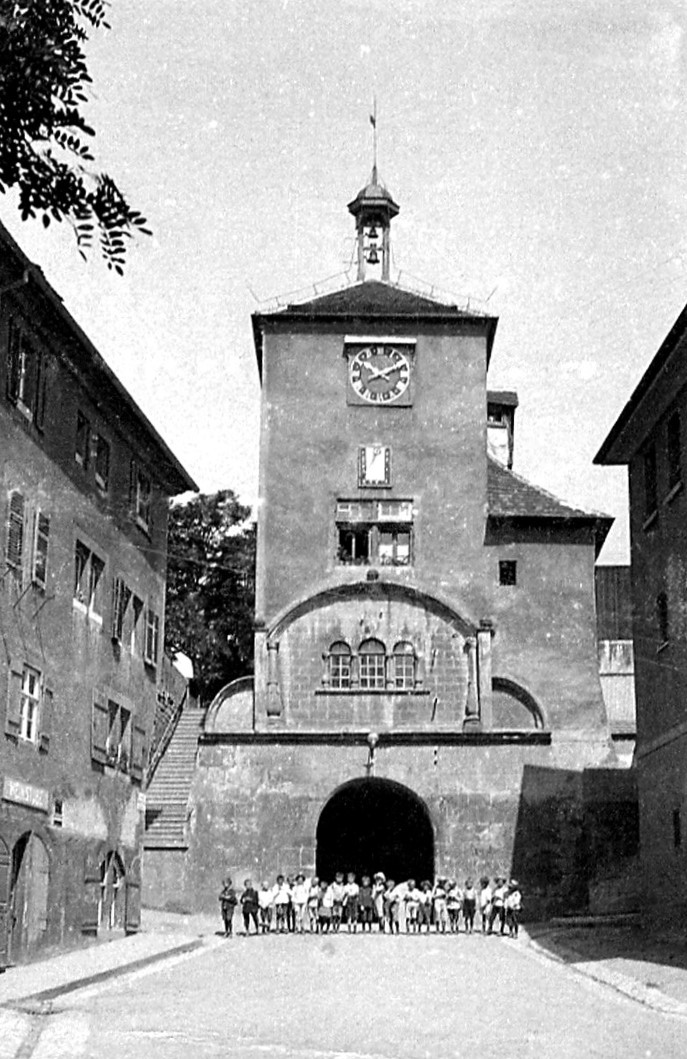
Innerer Torturm von 1535. Foto von 1925 mit Schulklasse

Bereits seit mehreren Jahrhunderten wird die Festung Hohenasperg als Haftanstalt genutzt. Heute befinden sich dort das Justizvollzugskrankenhaus Hohenasperg sowie die Sozialtherapeutische Anstalt Baden-Württemberg.

### Burgvögte Gouverneure und Kommandanten
| Jahr | Kommandant und Truppen                                                                                          |
| ---- | --- |
| 1519 | Hanns Leonhard von Reischach mit 500 Mann württembergischer Truppen                                             |
| 1522 | Hauptmann Bastian Emhart mit kaiserlichen Truppen auf Hohenasperg (lebendig eingemauert)                        |
| 1534 | Hans Dietrich Späth mit 800 Mann kaiserlicher Truppen                                                           |
| 1535 | Wilhelm von Janowitz († 1562), württembergische Truppen                                                         |
| 1546 | Wilhelm von Massenbach († 1558) mit 800 Mann württembergischer Truppen                                          |
| 1547 | Spanische Truppen unter Hauptmann Zinzineres                                                                    |
| 1551 | Heinrich Freiherr von Waldburg-Wolfegg, kaiserlicher Oberst Hauptmann Erasmus Voßle                             |
| 1553 | Kaiserlicher Oberst Graf Carl zu Hohenzollern                                                                   |
| 1553 | Wilhelm von Janowitz, mit 40 Mann württembergischer Truppen                                                     |
| 1634 | Hauptmann Eckstein mit 400 Mann                                                                                 |
| 1634 | Rüdiger von Waldo schwedischer Oberstlieutenant und Werner Dietrich von Münchingen mit 596 Mann und 113 Pferden |
| 1635 | Achilles von Soye mit 276 Mann kaiserlicher Truppen                                                             |
| 1648 | Feldmarschalllieutenant Lothar Dietrich von Bönninghausen, 2 Kompanien Infanterie ,40 Reiter                    |
| 1649 | Oberstlieutenant von Kessel bayrische Truppen                                                                   |
| 1688 | Major von Keller württembergische Truppen                                                                       |
| 1688 | 13. bis 23. Dezember französische Truppen 200 Mann                                                              |
| 1693 | General Uxelles mit 400 Mann französischer Truppen                                                              |
| 1728 | Marschall und Oberstlieutenant Julius Otto Damian von Biberstein († 17. Juni 1760)                              |
| 1760 | Oberst Friedrich Christoph von Kettenburg                                                                       |
| 1768 | |
| 1772 | General Philipp Friedrich von Rieger († 15. Mai 1782)                                                           |
| 1782 | General Johann Andreas von Hügel                                                                                |
| 1804 | Generallieutenant Alexander von Rau                                                                             |
| 1808 | Franz Jakob von Berndes, Generalmajor                                                                           |
| 1812 | Oberst von Wolfs                                                                                                |
| 1812 | General Franz Karl Friedrich von Etzdorff                                                                       |
| 1813 | von Hövel, Oberst                                                                                               |
| 1815 | Interimskommandant Oberstlieutenant von Bequignoles                                                             |
| 1816 | Generallieutenant von Wöllwarth                                                                                 |
| 1818 | Oberst von Höfe                                                                                                 |
| 1828 | Ernst Karl Adolf von Kechler († 1. Juli 1828), Oberst                                                           |
| 1847 | Heinrich von Arlt († 21. November 1869), Oberst                                                                 |
| 1847 | Oberst Friedrich Karl von Sonntag (* 1790)                                                                      |

## Gefangene auf dem Asperg
Der Hohenasperg wurde vom späten Mittelalter bis in das 20. Jahrhundert nahezu ununterbrochen als Gefängnis für verurteilte Straftäter wie auch für politische Gefangene verwendet.
Diese Nutzung führte zu dem Bonmot, dass der Asperg „Württembergs höchster Berg“ sei: Es dauere nur fünf Minuten, um hinauf zu kommen, aber Jahre, um wieder herunter zu gelangen. Aufgrund der vielen vom 18. bis ins 20. Jahrhundert, meist aus politischen Gründen, dort inhaftierten Intellektuellen nannte man die Festung auch „Hausberg der schwäbischen Intelligenz“. Andere Bezeichnungen im Volksmund waren Demokratenbuckel, Tränenberg, Demagogenherberge und der Satz „Auf den Bergen wohnt die Freiheit, auf dem Asperg aber nicht“.

### Heiliges Römisches Reich

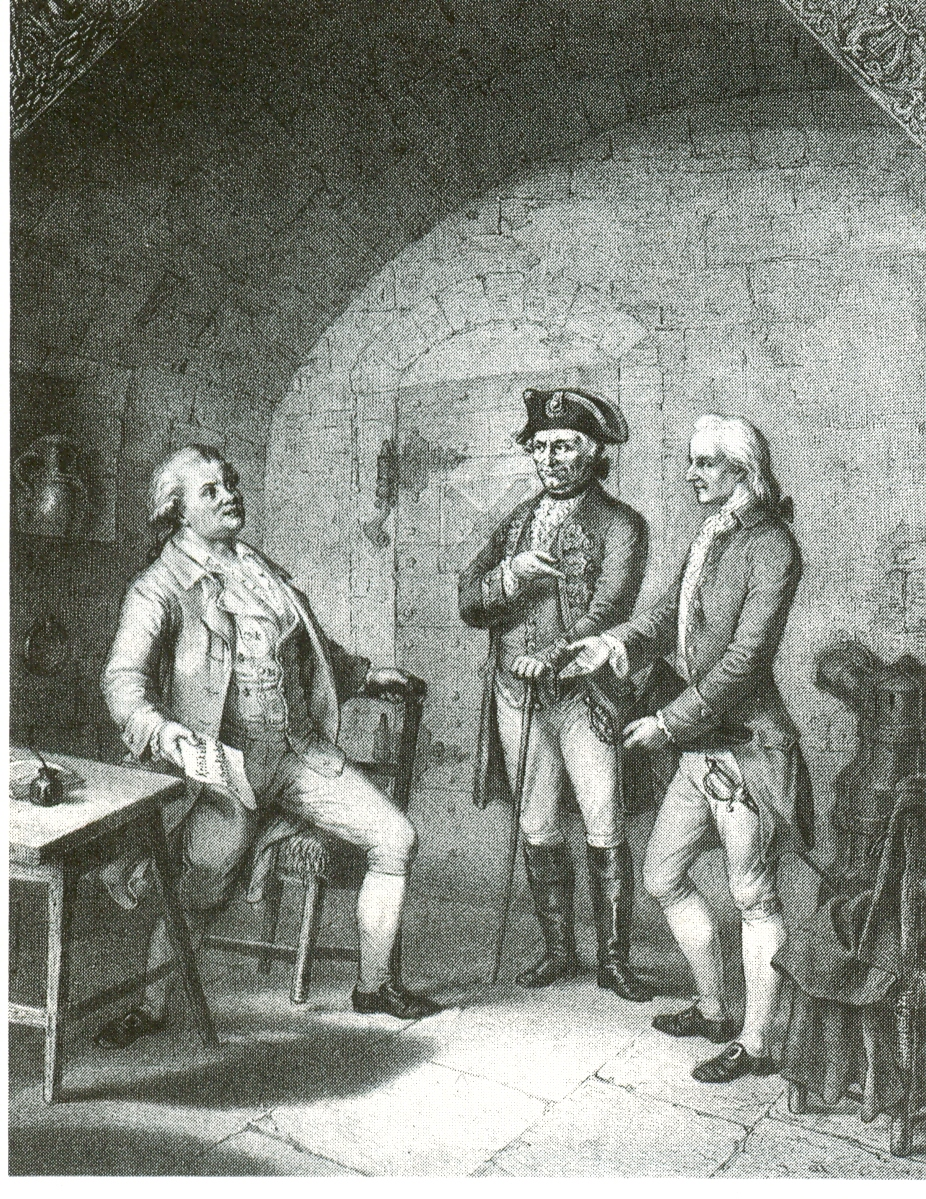
Der Besuch Schillers bei Schubart auf dem Hohenasperg, 1781

Einer der ersten Gefangenen war Hartmann I. von Grüningen. Nach seiner Gefangennahme am 6. April 1280 wurde er auf dem Hohenasperg inhaftiert, wo er nach einem halben Jahr Haft verstarb.
Infolge des privat motivierten Mordes Ulrich von Württembergs an seinem Stallmeister Hans von Hutten kam es zu harten Kämpfen innerhalb der adligen Führungsschichten, in deren Folge auch der Vogt von Weinsberg, Sebastian Breuning, der Vogt von Tübingen, Konrad Breuning, sowie der Vogt von Cannstatt, Konrad Vaut, am 20. November 1516 verhaftet wurden. Die durch Folter erpressten Geständnisse zur Anklage einer konstruierten Majestätsbeleidigung führten zum Justizmord durch Hinrichtung am 11. Dezember 1516.
1737 wurde Joseph Süß Oppenheimer, Finanzberater des württembergischen Herzogs, Opfer eines Justizmordes. Er wurde sieben Monate auf dem Hohenasperg inhaftiert und 1738 in Stuttgart hingerichtet.
Am 16. September 1756 ließ Herzog Carl Eugen die Kammersängerin und Vertraute seiner Ehefrau, Marianne Pirker und deren Ehemann, verhaften. Sie hatte den Fehler gemacht, Elisabeth Friederike Sophie von Brandenburg-Bayreuth offen von den Seitensprüngen ihres Gatten zu berichten. Nach anderthalb Monaten Haft auf der Festung Hohentwiel wurde sie auf den Hohenasperg verbracht, wo sie bis Ende 1764 inhaftiert blieb.
Der Tübinger Oberamtmann Johann Ludwig Huber hatte in einer Versammlung die Bürger seiner Stadt dazu aufgefordert, ihre Zustimmung zu einer von Herzog Carl Eugen für militärische Zwecke geplanten Vermögenssteuer zu verweigern. Daraufhin wurde er am 21. Juni 1764 verhaftet und ohne Verhör oder förmliche Verurteilung auf den Hohenasperg gebracht, wo er ein halbes Jahr verblieb. Über dreißig Jahre später erinnerte sich Huber an diese Zeit:
„Wir sind unschuldige Leute: aber sind als Rebellen hieher gebracht, weil wir behauptet haben und izt noch behaupten: daß das bekannte Steuer-Projekt unrechtmäßig, unmöglich und unausführbar sei.“
Weit über die Grenzen Württembergs hinaus wurde der Asperg bekannt, als der Dichter Christian Friedrich Daniel Schubart hier von 1777 bis 1787 ohne Verhör, Anklage oder Urteil inhaftiert war. Zur Erinnerung an ihn fand 1939 in den Kasematten eine Ausstellung zu seinem 200. Geburtstag statt. Außerdem ist der Gastronomiebetrieb (Schubart-Stuben) auf dem Hohenasperg nach ihm benannt. Schubarts Schicksal vor Augen, verfasste Friedrich Schiller sein Drama Die Räuber – und entging selbst einer möglichen Festungshaft auf dem Hohenasperg durch Flucht nach Mannheim in der benachbarten Kurpfalz.

### 19. Jahrhundert

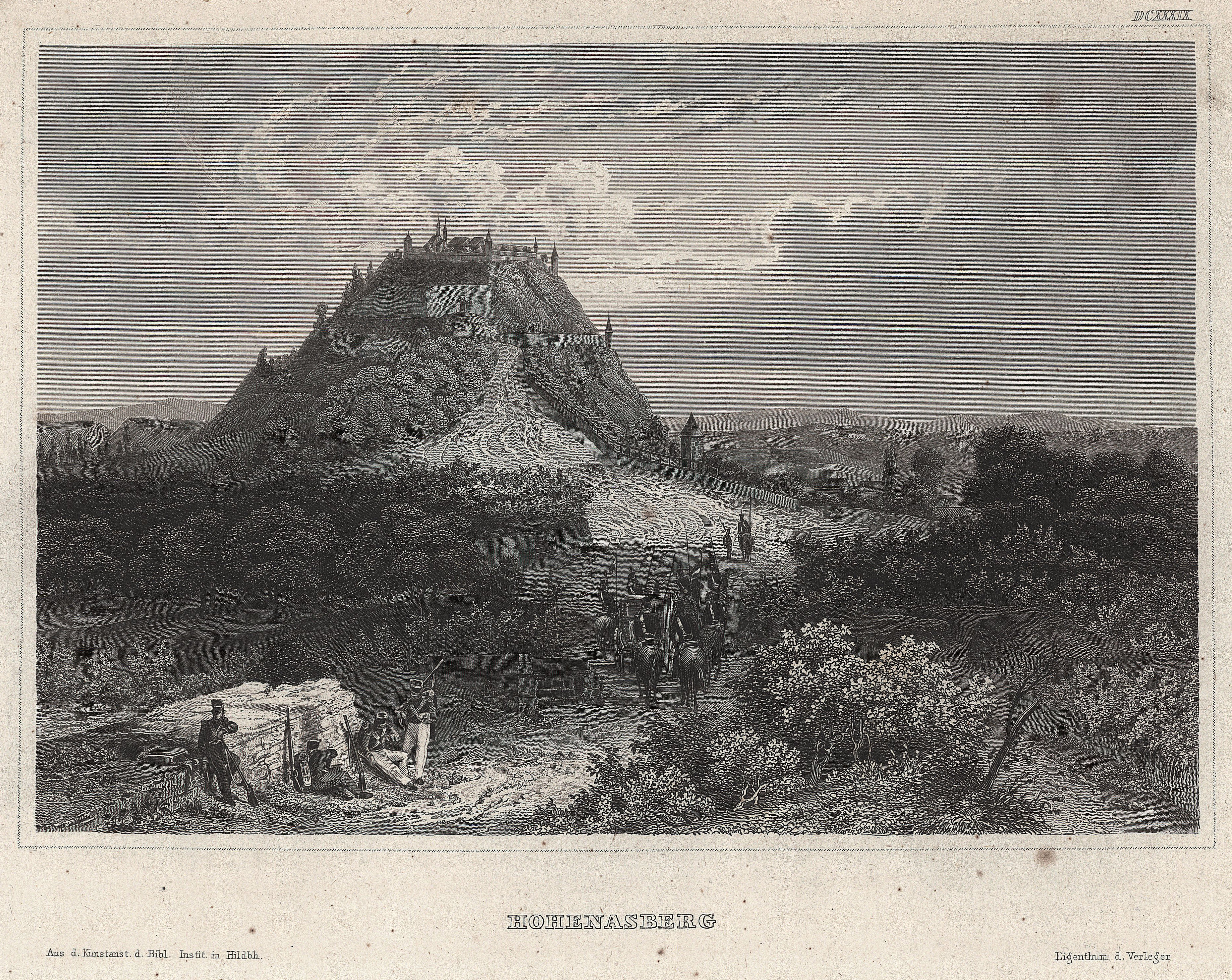
Blick auf die Festung ca. 1850 (Stahlstich)

Wegen revolutionärer Umtriebe, welche nicht nachgewiesen werden konnten, waren im Jahr 1800 neben anderen die Landtagsabgeordneten Victor Hauff, Bürgermeister in Tübingen, und Christian Friedrich Baz, Bürgermeister in Ludwigsburg, als Staatsgefangene des Herzogs und späteren Königs Friedrich inhaftiert. Danach befanden sich vor allem Deserteure, Militärsträflinge und „Separatisten“ aus dem Umfeld der radikalpietistischen Gruppe von Rottenacker auf dem Hohenasperg. Von den Revolutionären der Franckh-Koseritz’schen Verschwörung war u. a. Georg David Hardegg von 1833 bis 1840 auf dem Hohenasperg inhaftiert.
Weitere Inhaftierte auf dem Hohenasperg waren der Schriftsteller Berthold Auerbach, der 1837 für zwei Monate einsaß, der Nationalökonom Friedrich List (1824/1825), der Fabrikant Jakob Friedrich Kammerer (1833), der Arzt und Dichter Theobald Kerner (1850–1851), der Theologe Karl von Hase, der Satiriker Johannes Nefflen, der Dichter Leo von Seckendorff, der Schriftsteller Theodor Griesinger und zahlreiche weitere, meist politische Häftlinge, die in der Regel wegen ihrer antimonarchistischen Haltung ins Gefängnis kamen.
Im Rahmen der Nationalbewegung von 1848/49 wurden vermehrt Personen auf dem Hohenasperg inhaftiert. Einer der ersten war der Redakteur der radikalen Heilbronner Zeitung Neckar-Dampfschiff, Adolph Majer, der in einer öffentlichen Versammlung den gewaltsamen Umsturz der Regierung gefordert hatte. Angesichts der steigenden Anzahl nur kurzfristig festgehaltener politischer Untersuchungsgefangener installierte das Innenministerium im Oktober 1848 ein eigenes Untersuchungsgericht auf der Festung.
Während des Deutsch-Französischen Krieges 1870/71 waren kurzfristig fast 900 französische Kriegsgefangene auf dem Hohenasperg interniert.
1887/88 wurde auf dem Areal der Festung Hohenasperg ein Wasserturm errichtet, der heute Antennen für den Polizeifunk trägt.
Seit 1894 befindet sich auf dem Hohenasperg ein Gefängnis für den zivilen Strafvollzug.

### 20. Jahrhundert

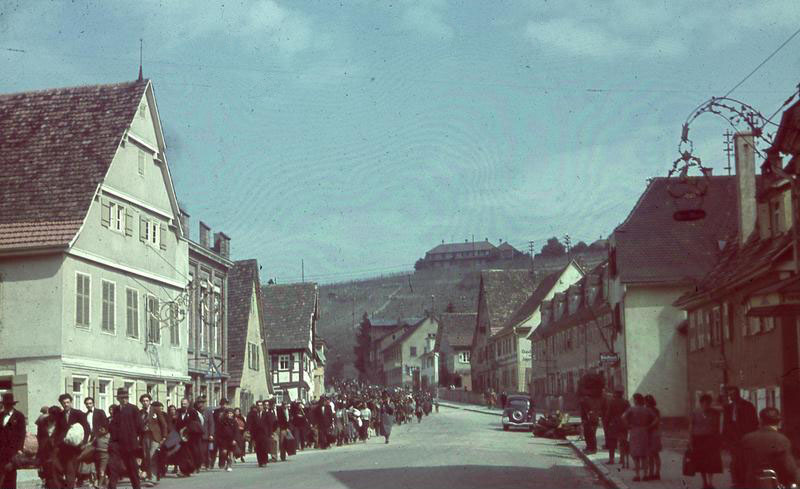
Die Sinti wurden unter Polizeibewachung zu Fuß durch das Dorf eskortiert (im Hintergrund der Hohenasperg, Bild der RHF)

Zu Beginn der Zeit des Nationalsozialismus im Frühjahr und Sommer 1933 wurden zahlreiche katholische, sozialdemokratische und kommunistische Hitlergegner inhaftiert und gefoltert. Darunter war auch der württembergische Staatspräsident Eugen Bolz, der 1945 während der Aktion Gitter in Berlin ermordet wurde. Mindestens 101 Gefangene, von denen 20 Namen durch die Ludwigsburger VVN ermittelt wurden, starben aufgrund des extrem harten Strafvollzugs. Ihrer wird mit einer Gedenktafel auf dem Gefangenenfriedhof gedacht.
Die Festung Hohenasperg wurde gleichzeitig zu den nationalsozialistischen Verbrechen auch als Ort einer Ausstellung zum 200. Geburtstag von Christian Friedrich Daniel Schubart im Jahr 1939 und als Touristenattraktion verwendet. Dazu wurde ein Vertrag zwischen der Stadt und dem Zuchthaus zwecks Überlassung des Aussichtsturms und der Kasematten für die Zwecke des Fremdenverkehrs geschlossen.

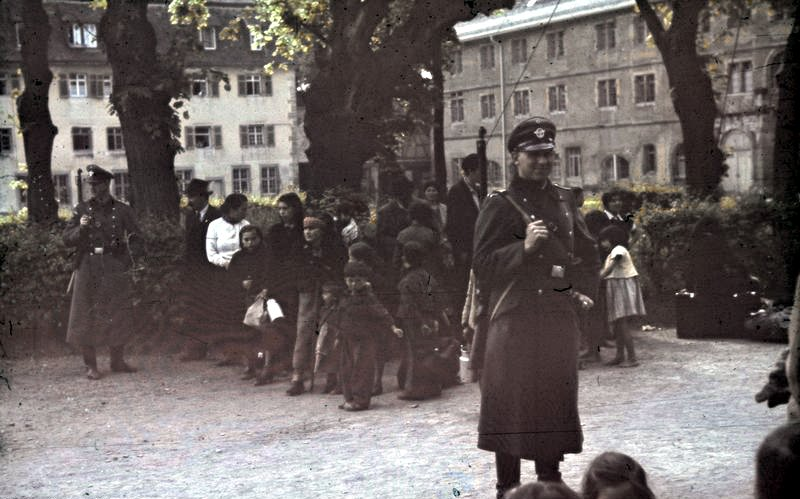
Deportation von südwestdeutschen Sinti. Foto vom 22. Mai 1940 Hohenasperg der RHF

Aufgrund der stark erhöhten Anzahl von Sterbefällen unter den Inhaftierten durch Tuberkulose und nationalsozialistische Morde lehnte die Stadt Asperg die Beerdigung der Toten auf dem städtischen Friedhof wegen Platzmangels ab. Deshalb wurde an der Nordseite des Berges ein anstaltseigener Festungsfriedhof angelegt.
Für die ersten zentral geplanten Deportationen von Sinti und Roma aus ganz Südwestdeutschland westlich des Rheins (Mainz, Ingelheim am Rhein, Worms) im Mai 1940 wurde das Gefängnis als Zwischenstation für inhaftierte Familien genutzt. Die Deportation erfolgte mit einem Sonderzug, die Familien wurden unter Polizeibewachung zu Fuß vom Bahnhof durch das Dorf eskortiert. Im Gefängnis fand eine abschließende Untersuchung und Begutachtung durch die „Forschungsstelle Ritter“ statt, die über das Schicksal der Verhafteten entschied. Wer nicht als „Zigeuner“ klassifiziert wurde, erhielt die Freiheit, die anderen wurden in das Generalgouvernement deportiert. Mindestens bis Anfang 1943 diente das Gefängnis als Durchgangslager für Sinti. Die weitere Deportation führte ins „Zigeunerfamilienlager“ des KZ Auschwitz-Birkenau, wo die Häftlinge zum größten Teil Opfer des Porajmos wurden.
In der Endphase des Krieges diente der Hohenasperg als Artillerie-Beobachtungsstelle für eine in der Ortschaft Asperg stationierte 15-cm-Batterie gegen die an der Enz liegenden feindlichen Stellungen. Infolgedessen wurde der Ort von Fliegern angegriffen und mit Artilleriebeschuss belegt, wobei 12 Einwohner getötet und einige Häuser beschädigt wurden.
Nach dem Abzug der deutschen Verbände wurde der Hohenasperg am 21. April 1945 von einer französischen Infanteriekompanie besetzt. Im Juli 1945 wurde die Festung der amerikanischen Verwaltung übergeben und bis 1947 als Internierungslager I. C. 76 zur Entnazifizierung und Umerziehung verwandt.
Am 1. April 1947 übernahmen deutsche Behörden den Hohenasperg dann als Strafanstalt und Zentralkrankenhaus für den (baden-)württembergischen Strafvollzug. 1968 wurde Hohenasperg Vollzugskrankenhaus. Eine Besichtigung des Inneren ist aus sicherheitstechnischen Gründen nicht möglich.
Von 1977 bis 1989 war Günter Sonnenberg, Terrorist der RAF, wiederholt im Justizvollzugskrankenhaus Hohenasperg untergebracht.
Vom 2. bis 21. August 1995 saß Peter Graf, Vater der Tennisspielerin Steffi Graf, während der Ermittlungen der Staatsanwaltschaft Mannheim gegen ihn wegen Steuerhinterziehung aufgrund seines schlechten Gesundheitszustandes im Justizvollzugskrankenhaus Hohenasperg in Untersuchungshaft, bevor er in die Justizvollzugsanstalt Mannheim verlegt wurde.

### 21. Jahrhundert

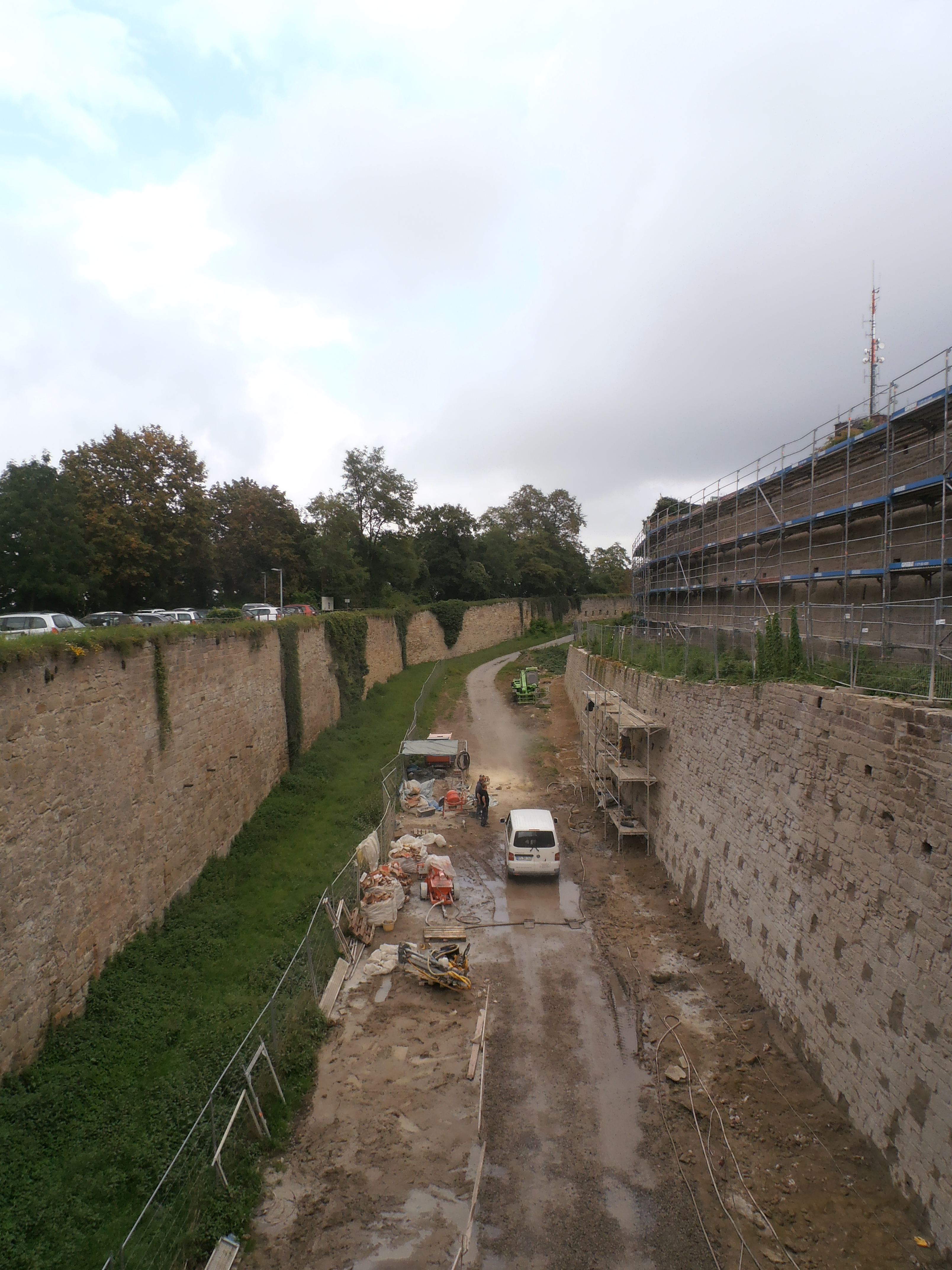
Renovierungsarbeiten im September 2014

Wegen des Ausbruchs eines Gefangenen aus dem Justizvollzugskrankenhaus im Jahr 2007 stellten der Landtagsabgeordnete Jürgen Walter und andere Fraktionsmitglieder von Bündnis 90/Die Grünen einen Antrag auf Auskunft durch die Landesregierung darüber, ob der bauliche Zustand noch dem aktuellen sicherheitstechnischen Standard genüge und ob es nicht angebracht sei, keine weiteren Gelder mehr in die Sanierung der Anlage zu investieren.
Im Justizvollzugskrankenhaus war auch der Serienmörder Heinrich Pommerenke in Haft, der dort am 27. Dezember 2008 verstarb. Ein weiterer Häftling war der ehemalige KZ-Kommandant und SS-Oberscharführer Josef Schwammberger, der am 3. Dezember 2004 dort starb.
Das Vollzugskrankenhaus hat 172 Betten, von denen durchschnittlich 130 belegt sind. Das Land Baden-Württemberg plant den Umzug des Krankenhauses in einen Neubau auf dem Gelände der JVA Stammheim.

### Weitere bekannte ehemalige Insassen
- Johann Gottlieb Pistorius (1762–1827), Regierungsrat und Kameralverwalter (1809–1810 Arrest wegen Andienung an den Kriegsgegner Österreich)
- Karl von François (1785–1855), preußischer Generalleutnant (Haft Juli bis Oktober 1808 wegen Insubordination; im Oktober 1808 gelang ihm die Flucht)
- Gustav Kolb (1798–1865), politischer Aktivist, später Publizist (1824–1826 Haft wegen politischer Betätigung)
- Heinrich August Kübel (1799–1855), Jurist und Politiker (als Burschenschafter 1824 sechs Monate Festungsarrest)
- Carl Christian Knaus (1801–1844), Kameralist und Agrarwissenschaftler (1825–1826 wegen Mitgliedschaft in einer Burschenschaft)
- Constantin von Waldburg-Zeil (1807–1862), Politiker (1849 wegen Beleidigung der Staatsgewalt)
- Joseph Fickler (1808–1865), badischer Revolutionär (1849 wegen Hochverrat)
- Adolf Krauß (1813–1884), Jurist (als Student und Burschenschafter 1830 zu 8 Monaten Haft verurteilt)
- Ludwig Franz Kern (1815–1870), Verwaltungsbeamter (als Burschenschafter in den 1830ern 6 Wochen Festungshaft)
- Servatius Bosch (1816–1880), Vater des Unternehmers Robert Bosch (zwei Monate wegen Befreiung eines Gefangenen)
- Karl Jäger (1888–1959), SS-Offizier und Holocaust-Täter (erhängte sich 1959 in der Untersuchungshaft)
- Bernhard Fischer-Schweder (1904–1960), SS-Führer und Kriegsverbrecher (1958 zu 10 Jahren Zuchthaus verurteilt)
- Hans Lipschis (1919–2016), SS-Wachmann im KZ Auschwitz (Untersuchungshaft von Mai bis Dezember 2013)
- Albert Rapp (1908–1975), SS-Standartenführer und Führer des Sonderkommandos 7a (1965 zu lebenslanger Haft verurteilt)
- Helmut Palmer (1930–2004), Bürgerrechtsaktivist

## Museum „Hohenasperg – Ein deutsches Gefängnis“

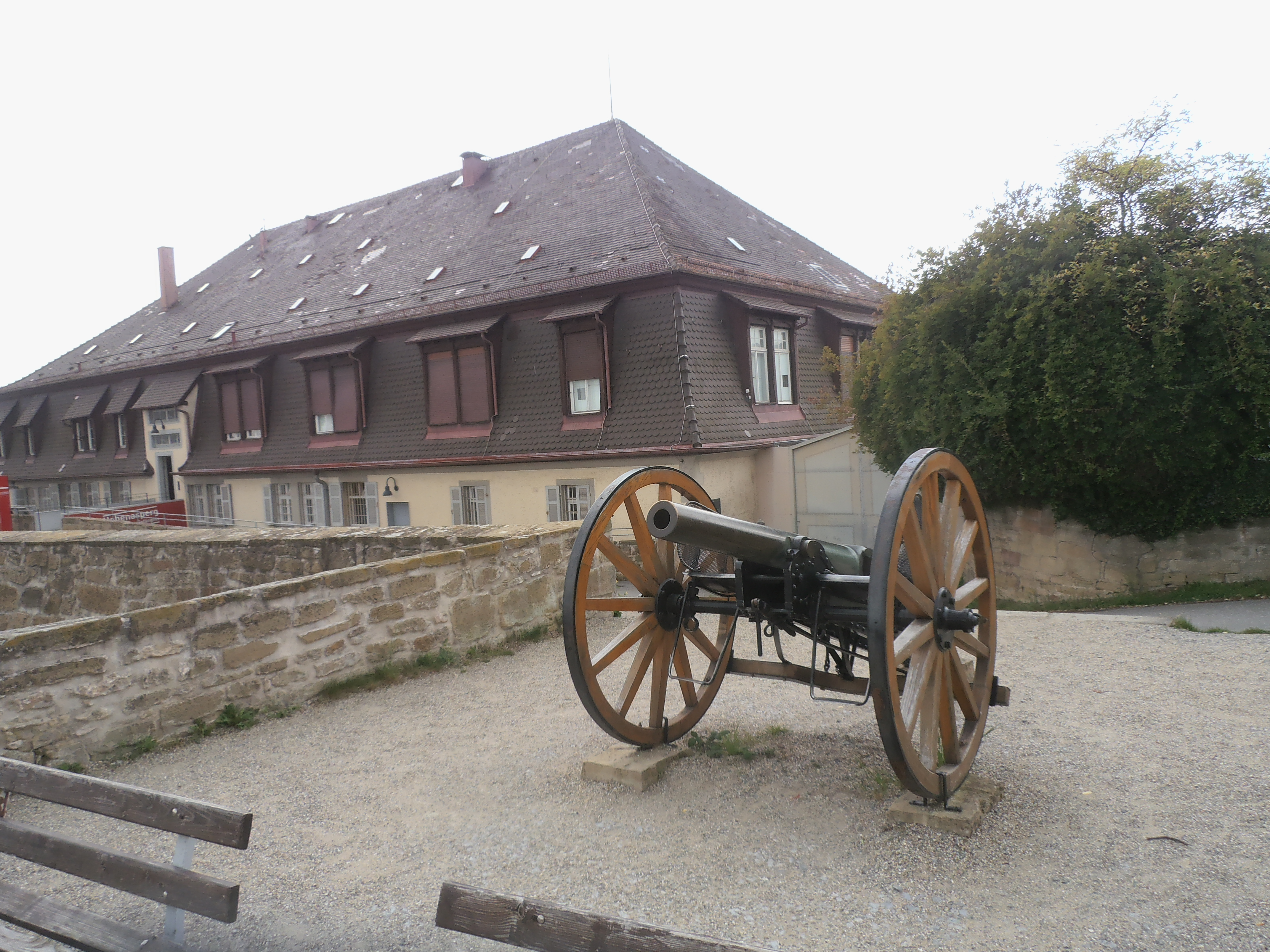
Kanone vor dem Museum

Das staatliche Landesmuseum Haus der Geschichte Baden-Württemberg hat 2010 im Arsenalbau der Festung die dezentrale Dauerausstellung Hohenasperg – Ein deutsches Gefängnis eingerichtet. Zu sehen sind 23 Biographien von meist bekannten Häftlingen, von Joseph Oppenheimer über Karl Jäger bis zu Günter Sonnenberg. Zusätzlich gibt es einen Leseraum mit Recherchemöglichkeit und weiteren Informationen.